# Sangala formosa
Sangala formosa är en fjärilsart som beskrevs av Paul Dognin 1900. Sangala formosa ingår i släktet Sangala och familjen mätare. Inga underarter finns listade.